# Grnčar (Plav)
Pour les articles homonymes, voir Grnčar.
Grnčar (en serbe cyrillique : Грнчар) est un village du nord-est du Monténégro, dans la municipalité de Plav.

## Démographie

### Évolution historique de la population
| 1948 | 1953 | 1961 | 1971 | 1981 | 1991 | 2003 |
| ---- | ---- | ---- | ---- | ---- | ---- | ---- |
| 464  | 581  | 596  | 541  | 612  | 481  | 191  |